# Российская православная церковь
Российскую православную церковь не следует путать с Русской православной церковью и Российской православной церковью (СССР)
Российская православная церковь (сокращённо РосПЦ; также первоначально Русская православная церковь зарубежная (Антония), сокращённо РПЦЗ(В-А)) — самоназвание одного из религиозных объединений неканонического православия русской традиции в России, Белоруссии, на Украине и других странах (в основном бывшего СССР). Не имеет евхаристического общения с Московским Патриархатом и ни с одной из поместных православных Церквей. Образовалось в 2006 году в результате раскола в РПЦЗ(В), из сторонников архиепископа Антония (Орлова) и епископа Виктора (Пивоварова) с частью клира и мирян.

## История

### Раскол в РПЦЗ(В)
РПЦЗ(В), возникшая в 2001 году, с самого своего появления отличалась нестабильностью, конфликтами и внутренними противоречиями, часто приводившими к уходу из ней людей. Престарелый митрополит Виталий (Устинов), формально возглавлявший РПЦЗ(В), от имени которого распространялись различные указы и послания, фактически из-за старческой немощи был неспособен чем-либо управлять, и данную юрисдикцию возглавляли клирики, входившие в состав Архиерейского синода РПЦЗ(В). Особую роль среди них играл заместитель председателя Архиерейского синода, который в случае смерти или неспособности Первоиерарха исполнять свои обязанности фактически становился местоблюстителем. Вместе с тем в РПЦЗ(В), за исключением митрополита Виталия, не было авторитетной фигуры, которая бы могла объединить данную юрисдикцию. Это приводило к конфликтам заместителя председателя Архиерейского синода с другими активными деятелями РПЦЗ(В). При формировании РПЦЗ(В) заместителем председателя стал Варнава (Прокофьев), однако он утратил эту должность в конце 2003 года, в 2004 году был лишён сана, запрещён в служении и в итоге покинул РПЦЗ(В).
23—25 ноября 2005 года Архиерейский собор РПЦЗ(В) избрал заместителем председателя Архиерейского синода епископа Антония (Орлова), возведя его в сан архиепископа. Поскольку формальный предстоятель РПЦЗ(В) митрополит Виталий был крайне немощен, Антоний (Орлов) решил, что теперь он является фактическим главой РПЦЗ(В) и начал издавать различные указы. В этом его поддержал епископ Виктор (Пивоваров), но значительная часть клира и мирян РПЦЗ(В) этому воспротивились. Оппозицию Антонию возглавили секретарь Синода РПЦЗ(В) протоиерей Вениамин Жуков и епископ Владимир (Целищев). Расколу РПЦЗ(В) на сторонников и противников Антония (Орлова), кроме личной неприязни, способствовали, как писал Александр Солдатов, богословские расхождения между деятелями РПЦЗ(В): «Между двумя „ветвями“ давно копились и идеологические противоречия. Сторонники епископа Виктора считали чрезмерно либеральной позицию протоиерея Вениамина Жукова, отказывавшегося признать РПЦ МП „безблагодатной“, и протодиакона Германа Иванова-Тринадцатого — фактически главного идеолога РПЦЗ(В), — питавшего особенные симпатии к „еретику“ Киприану (Куцумбе) и одесскому „раскольнику“ архиепископу Лазарю (Журбенко). Подливал масло в огонь и „еврейский вопрос“ — сторонники епископа Виктора весьма непримиримо настроены к этническим евреям, число которых среди клира РПЦЗ(В), по их мнению, стремительно росло. Со своей стороны, епископ Владимир и протоиерей Вениамин Жуков обвиняли епископа Виктора, активно пишущего и публикующегося в Интернете, в увлечении „оккультными идеями“ о существовании внеземных цивилизаций и в чрезмерном ригоризме в отношении „мирового православия“».
Указом от 28 мая 2006 года за подписью митрополита Виталия и его заместителя архиепископа Антония (Орлова) епископ Виктор (Пивоваров) сроком на четыре месяца был включён в Архиерейский синод РПЦЗ(В) как его постоянный член и одновременно как заместитель заболевшего на тот момент епископа Варфоломея (Воробьёва). 29 мая епископ Виктор (Пивоваров) написал довольно резкий ответ секретарю Синода протоиерею Вениамину Жукову: «Пространное извещение о невозможности прибыть в указанный срок на заседание Синода не только от Вашего лица, но также от Епископа Владимира и Епископа Варфоломея необоснованно преизобилует множеством критических выпадов в адрес Председателя Синода и его Заместителя, составивших повестку дня и назначивших дату начала заседаний. Кстати, в Синод поступило обвинение Вас в разных нарушениях, среди которых главным является желание Вами узурпировать функции верховной власти в Церкви. Ваше извещение содержит почти в каждом пункте жажду такой власти».
3 июня 2006 года от имени епископа Владимира (Целищева), епископа Варфоломея (Воробьёва) и протоиерея Вениамина Жукова, было опубликовано заявление: «… заседание „Синода“ 15/28 мая с.г. не может быть признано состоявшимся, и его решения действительными. Все последующие действия попытавшихся узурпировать власть заговорщиков, Вл. Антония (Орлова) и Вл. Виктора (Пивоварова), признаются нами незаконными по причине их неканоничности. Означенные лица должны немедленно принести покаяние в таком серьёзном церковном преступлении». Впоследствии епископ Варфоломей утверждал, что не подписывал этого обращения и других указов, а подписи на них были поставлены кем-то другим. 11 июня епископ Антоний (Рудей) писал к митрополиту Виталию и ко всем Преосвященным: «… не могу быть согласен с каноническими нарушениями церковного порядка со стороны Влл. Антония (Орлова) и Виктора (Пивоварова)», прося митрополита Виталия «незамедлительно вмешаться и созвать Архиерейский Собор, после покаяния вышеуказанных архиереев, во избежания окончательного раскола в нашей Церкви». 12 июня в обращении ко всем архиереям созыва Собора потребовал епископ Анастасий (Суржик). 15 июня появилось «Обращение к Блаженнейшему Митрополиту Виталию» 33 клириков РПЦЗ(В), в котором говорилось: «из-за неканоничных действий навязываемых Вам архиепископом Антонием (Орловым) и епископом Виктором (Пивоваровым), пытающимися захватить власть в РПЦЗ(В), мы сим заявляем, что разделяем позицию членов Синода, Преосвященных Епископов Владимира и Варфоломея и Секретаря Синода, митрофорного протоиерея Вениамина Жукова, выраженную в письме к Вам от 21 мая/3 июня с.г.» В этом же обращении он призвал незамедлительного созыва архиерейского Собора.
17 июня Антоний (Орлов) и Виктор (Пивоваров) при участии митрополита Виталия вновь провели Синод, на котором объявили о созыве архиерейского Собора 17 июля, приняли ряд решений и издали указы: о закрытии прежнего официального сайта РПЦЗ(В) и открытии нового (mansonville.org), об отстранении от должности секретарей Синода протоиерея Вениамина Жукова и епископа Владимира (Целищева) в связи с бойкотом заседаний Синода, а также назначении на должность секретаря Синода РПЦЗ(В) иеромонаха Дамаскина (Балабанова).
21 июня публицист Пётр Будзилович подверг резкой критике создание сайта mansonvile.org, на котором размещены «погромные, совкового духа, „указы“ за подписью пленённого Митрополита» Виталия и призвал не поддерживающих «раскол, учиняемый епископом Виктором (Пивоваровым)», поехать в Спасо-Преображенский скит в Мансонвиле, где проживает «пленённый» 96-летний митрополит Виталий, и добиться личной встречи с ним.
14 июля Антоний (Орлов) и Виктор (Пивоваров) были выдворены из дома митрополита Виталия и отстранены от общения с ним сторонниками протоиерея Вениамина Жукова. В тот же день указом за подписью митрополита Виталия «для общего умиротворения» отменялись все принятые им указы с 15/28 мая. 14 по 21 июля, архиепископ Антоний (Орлов) постоянно предпринимал попытки попасть к митрополиту Виталию или хотя бы дозвониться до него, но каждая такая попытка пресекалась либо Л. Д. Роснянской, либо приглашённой ею группой из Монреаля. 17 июля Антоний (Орлов) и Виктор (Пивоваров) со своими сторонниками провели Архиерейский собор.
23 июля Антоний (Орлов) «властью данной мне от Бога» издал указ о временном переходе к нему полномочий главы Церкви (РПЦЗ(В)). На официальном сайте противостоящей группы данный указ характеризовался как «проводящий чёткую границу между теми священнослужителями и паствой, которые признают главой РПЦЗ Блаженнейшего Митрополита Виталия и теми, кто признаёт таковым автора сего указа». 24 июля появилось «разъяснение» за подписью митрополита Виталия: «Собственным указом от 10/23 июля 2006 года он дерзнул себя поставить во главу управления Русской Православной Церкви Заграницей, из-за якобы недееспособности Первоиерарха. Причём, он посчитал себя вправе вынести такое суждение без соборного решения Церкви, считая, что может это делать „властью, данною мне от Бога“».
26 июля Антоний (Орлов) обратился с посланием к иерархам РПЦЗ(В), в котором обозначил это послание как свой «последний призыв» к собратьям приехать в Спасо-Преображенский скит в Мансонвилле и вызволить «духовного страждущего» старца-Митрополита Виталия из рук «бесчинных людей» во главе с личным секретарем первоиерарха Людмилой Роснянской.

Владыка Виталий находится в окружении бесчинных людей во главе с Л. Д. Роснянской, которая в настоящее время занимается фабрикацией и фальсификацией «указов» от имени Блаженнейшего Митрополита, злоумышленно используя его немощь. На меня, заместителя Первоиерарха — напали, непрестанно оскорбляют нецензурными словами, незаслуженно оклеветали. Владыка Митрополит духовно истощён. Роснянская отменила все богослужения. Более двух недель Свято-Преображенский храм закрыт. Митрополит полностью изолирован. Когда Владыка Виталий увидел хлеб, он спросил: «Что это?». Ему пояснили: «Владыка, это — хлеб». Только тогда он с трудом вспомнил и сказал: «А… Хлеб наш насущный даждь нам днесь». <…>
Страшно представить, что в истории нашей славной Зарубежной Церкви будет записано, что в последний момент вы изменили Митрополиту Виталию и избрали вместо него Л. Д. Роснянскую, исполняя её «указы».

В тот же день Антоний (Орлов) и Виктор (Пивоваров) в свечной мастерской Спасо-Преображенского скита в Мансонвилле открыли заседания «Архиерейского собора», в котором также приняли участие их сторонники. Данный собор продлился до 29 числа, получил название «свечного». На этом соборе были рукоположены два новых епископа для России — Стефан (Бабаев) и Дамаскин (Балабанов). Владимир (Целищев) был выведен из состава Синода. Попутно участники «Свечного собора» назвали свою группу «всей полнотой Русской Церкви», заявив, что «Русская православная церковь за границей является единственной, благодатной Поместной российской православной церковью», объявив таинства Московской патриархии «безблагодатными», чего не делал ни один Архиерейский собор РПЦЗ.
После смерти митрополита Виталия в сентябре того же года архиепископ Антоний стал именовать себя местоблюстителем Первоиераршего престола РПЦЗ.

### РосПЦ в 2006—2007 годы
С 2 по 7 ноября 2006 года прошёл чрезвычайный архиерейский собор, окончательно оформивший данную юрисдикцию. Было решено присвоить себе название «Российская Православная Церковь». В качестве канонического положения для возвращения себе такого названия представители нового религиозного объединения назвали «Временное положение о Русской Православной Церкви заграницей», утверждённое Архиерейским Собором 9/22 и 11/24 сентября 1936 года, согласно которому: «Русская Православная Церковь заграницей, состоящая из находящихся за пределами России епархий, духовных миссий и церквей, есть неразрывная часть Российской Православной Церкви, временно существующая на автономных началах». На этом же соборе Антоний (Орлов) был избран первоиерархом с титулом «митрополит Московский и Всероссийский, Лос-Анджелосский и Всезарубежный». Был поставлен во епископа Нижегородского и Уральского Афанасий (Жюгжда), а Стефан (Бабаев) был возведён в сан архиепископа. Был учреждён Архиерейский синод РосПЦ, в который вошли все пятеро епископов РосПЦ. Были учреждены две епархии: «Московская и Всезарубежная» (город Москва и территории за Пределами Российской империи по состоянию на 1914 год) и Приволжско-Уральская (Приволжский, Уральский, Сибирский, Дальневосточный федеральные округа России, Казахстан, Средняя Азия). Границы ранее учреждённых епархий были уточнены: Южно-Российская епархия — Южный федеральный округ, Грузия, Украина, Крым, Молдова; Северо-Российская — Северо-Западный федеральный округ, Финляндия, Эстония, Латвия, Литва; Центрально-Российская — Центральный федеральный округ кроме Москвы, Белоруссия, Польша.
23 ноября 2006 года Архиерейский Синод РосПЦ, постановил «принять Запорожскую епархию РПЦЗ(Л) в Российскую Православную Церковь» (фактически несколько клириков и приходов, во главе с клириком Одесской епархии РПЦЗ архимандритом Иоанном (Зиновьевым)) при этом была учреждена Малороссийская епархия РосПЦ(Д), включающая в себя Украину, Крым и Молдову, а сам архимандрит Иоанн (Зиновьев) определён ещё правящим архиереем с титулом «Запорожский и Малороссийский». В связи с образованием данной епархии, территория Южно-Российской епархии ограничена территорией Южного федерального округа и Грузии

### Раскол в РосПЦ в 2007 году
Вскоре РосПЦ разделилась на сторонников митрополита Антония (Орлова) — «РосПЦ (А)» и епископа Дамаскина (Балабанова) — «РосПЦ (Д)», который призывал осудить деятельность иерархов Греко-российской церкви в период падения монархии в 1917 году. Епископ Дамаскин был обвинён в «царебожничестве» как ставивший власть царя выше Церкви. 25 — 28 июня 2007 года в Покровско-Тихоновском кафедральном соборе Южно-Российской епархии РосПЦ в городе Славянск-на-Кубани состоялся Архиерейский собор РосПЦ, который осудил взгляды епископа Дамаскина (Балобанова) и почистил его на покой «с запрещением в священнослужении и проживании в Москве и Московской области, в надежде на его покаяние и исправление». Епископом Орловским и Центрально-Российским, а также секратрём Синода РосПЦ был назначен епископ Афанасий (Жюгжда). Собор постановил удалить все статьи епископа Дамаскина, А. Кузнецова и А. Мамаева, относительно февральских событий с официального сайта Центрально-Российской епархии как «антицерковные и несущие хулу на духовенство Российской Православной Церкви, Свв. Новомучеников и Исповедников Российских. Запретить мирянам А. Кузнецову и А. Мамаеву публикации на церковные, исторические и богословские темы в средствах массовой информации от имени РосПЦ». Писателю В. Г. Черкасову-Георгиевскому запрещались «какие-либо высказывания и публикации от имени РосПЦ, а также недобросовестное использование им имени и благословения Блаженнейшего Митрополита Виталия на сайте „Меч и Трость“».
Епископ Дамаскин (Балабанов) не признал данные решения, отказался подписать протоколы собора и отдалился от РосПЦ, основав РосПЦ(Д). К епископу Дамаскину (Балабанову) примкнули несколько приходов РосПЦ, сосредоточенных, главным образом, в России.
Вероисповедная концепция, принятая Архиерейским собором РосПЦ(Д) в 2008 году, внесена в федеральный список экстремистских материалов, запрещённых к распространению в Российской Федерации, поскольку содержит призыв к изменению конституционного строя и отказу от повиновения властям.

### Раскол 2009 года
В декабре 2009 года архиепископ Виктор (Пивоваров) разорвал общение с главой РосПЦ Антонием (Орловым) и предал его анафеме, по причине поддержки последним сталинистских организаций. Митр. Антоний и его сторонники были обвинены архиеп. Виктором в «ереси православного социализма и сталинизма», а проводимая ими практика обязательного перекрещивания и перерукоположения приходящих из РПЦ МП была названа им «абсурдной».
В свою очередь, от Дамаскина (Балабанова) осенью 2010 года отошла значительная группа духовенства и мирян, выражая тем самым протест против проводимой им церковной политики.
В настоящее время крайне затруднительно определить главу РосПЦ, так как её части, претендующие на преемство от «Свечного Собора», не имеют общения между собой.

## Епископы РосПЦ

### Исторические ветви

#### РосПЦ (2006—2007)
ссылка
- Антоний (Орлов), архиепископ Лос-Анджелесский и Южно-Американский, заместитель первоиерарха, временный управляющий РПЦЗ(В) (23 июля — 4 ноября 2006), первоиерарх-митрополит Московский и Всероссийский, Лос-Анжелесский и Всезарубежный (4 ноября 2006 — 29 июля 2007)
- Виктор (Пивоваров), архиепископ Славянский и Южно-Российский (23 июля 2006 — 29 июля 2007)
- Стефан (Бабаев), архиепископ (до 2 ноября 2006 — епископ) Усть-Сысольский и Северо-Российский (27 июля 2006 — 29 июля 2007)
- Дамаскин (Балабанов), епископ Орловский и Центрально-Российский (30 июля 2006 — 29 июля 2007)
- Афанасий (Жюгджа), епископ Нижегородский и Уральский (2 ноября 2006 — 29 июля 2007)
- Иоанн (Зиновьев), епископ Запорожский и Малороссийский (24 ноября 2006 — 29 июля 2007)

#### РосПЦ(Д) (2007—2021)
ссылка
- Иоанн (Зиновьев), архиепископ (до 1 сентября 2007 — епископ) Запорожский и Малороссийский, экзарх всея Украины (29 июля 2007 — 13 июня 2021)
- Владимир (Матвеев), епископ Воскресенский, викарий Московской епархии (30 августа 2007 — 27 апреля 2009), на покое (27 апреля 2009 — 13 июня 2021)
- Василий (Кириллов), епископ Пензенский (13 декабря 2020 — 2 февраля 2021), митрополит Московский и Всероссийский (2 февраля — 13 июня 2021)
- Дамаскин (Балабанов), епископ Орловский и Центрально-Российский (27 июня — 1 сентября 2007), митрополит Московский и Всероссийский (1 сентября 2007 — 30 января 2021). Умер 30 января 2021 года.
- Григорий (Кренцив), епископ Белгородский и Южно-Российский (29 августа 2007 — 29 марта 2010)
- Парфений (Гринюк), епископ Измаильский, викарий Малороссийской епархии (1 сентября 2007 — май 2008)
- Андриан (Замлинский), епископ Кишинёвский и Молдовских земель (27 апреля 2009 — 26 сентября 2013). Ушёл в «Православную Греко-Российскую Поместную Церковь»[40]
- Арсений (Ярков), епископ Егорьевский, викарий Московской епархии (17 мая 2012 — 20 июня 2013). Ушёл в «Православную Греко-Российскую Поместную Церковь»[40]
- Онуфрий (Бондарчук), епископ Могилёвский, викарий Московской епархии (1 декабря 2009 — 20 октября 2010), епископ Могилёвский и Белорусский (20 октября 2010 — 26 сентября 2013)
- Николай (Юхош), епископ Цинциннатский, викарий Московской епархии (12 июня 2010 — 18 июня 2011). Лишён сана.
- Михаил (Петренко), епископ Белгородский и Южно-Российский (21 октября 2010 — 15 марта 2017). Скончался 15 марта 2017 года.
- Серафим (Доробэц), епископ Васлуйский, викарий Молдовской епархии (23 октября 2010 — 6 июня 2011), епископ Васлуйский и Румынский (6 июня — 18 октября 2011), запрещён в служении

### Ныне активные ветви

#### РосПЦ(А) (с 2007)
- Стефан (Бабаев), архиепископ Санкт-Петербургский (сначала Усть-Сысольский) и Северо-Российский (29 июля 2007 — 16 ноября 2024), первоиерарх-митрополит (с 16 ноября 2024)
- Афанасий (Жюгджа), епископ Орловский и Центрально-Российский (с 29 июля 2007)
- Алексий, епископ Усть-Сысольский, викарий Северо-Российской епархии (с ?)

бывшие архиереи
- Антоний (Орлов), первоиерарх-митрополит Московский и Всероссийский, Лос-Анжелесский и Всезарубежный (29 июля 2007 — 19 сентября 2024). Умер 19 сентября 2024 года.
- Виктор (Пивоваров), архиепископ Славянский и Южно-Российский (29 июля 2007 — 11 декабря 2009). Покинул РосПЦ(А) 11 декабря 2009 года.

#### РосПЦ(В) (с 2009)
- Виктор (Пивоваров), архиепископ Славянский и Южно-Российский (с 11 декабря 2009)

#### РосПЦ(Д-В) (с 2021)
- Василий (Кириллов), митрополит Московский и Всероссийский (с 13 июня 2021)
- Иоанн (Зиновьев), архиепископ Запорожский и Малороссийский, экзарх всея Украины (с 13 июня 2021)

#### РосПЦ(С) (с 2021)
- Стефан (Усачёв), архиепископ Пензенский и Центрально-Российский (с 13 июня 2021)
- Михаил (Платицын), епископ Белгородский, викарий Пензенский и Центрально-Российский (с 13 июня 2021)
- Владимир (Матвеев), на покое (с 13 июня 2021)